# Markus Zberg
Markus Zberg (nascido em 27 de junho de 1974) é um ex-ciclista de estrada suíço; é o irmão mais novo de Beat Zberg. Após ter sofrido uma queda grave no Tour de l'Ain, Zberg decidiu se retirar do esporte. Foi campeão nacional de estrada em 2000 e 2008.